# HADES (ゲーム)
『HADES』（ハデス）は、アメリカ合衆国のSupergiant Gamesが開発・販売したゲームソフト。ギリシア神話を題材にしたローグライク・アクションRPG。
英国アカデミー賞ゲーム部門ベストゲーム賞、The Game Awardsベストインディーゲーム賞、ネビュラ賞ゲームライティング部門など、多くの賞を獲得した。販売数は100万本を超える。
2018年12月、PC版アーリーアクセスをEpic Gamesストアの時限独占タイトルとして発売。2020年9月、アーリーアクセス終了と同時にNintendo Switch版を発売。2021年8月、PS4・PS5・Xbox One・Xbox Series X/S版を発売した。
どの版も当初は日本語非対応だったが、ハチノヨンの翻訳により、2021年4月にPC版が日本語に対応。2021年6月にSwitch、2021年8月にXbox系列、2021年9月にPS系列の日本語版が発売された。
2024年5月、続編『HADES II』を発売した。

## ストーリー
舞台は冥王ハデスが統治する冥界。ハデスの息子ザグレウスは、毎日のように「家出」すなわち冥界からの脱出を試みていた。その背景には、ザグレウスの特殊な生い立ちがあった――。

## システム
プレイヤーはザグレウスを操作して、モンスターやトラップに満ちた冥界のダンジョンからの脱出を目指す。HPが尽きるたび、スタート地点かつ拠点の「ハデスの館」から再挑戦となる。挑戦するたび、ダンジョンの構造や得られるアイテムが変化する。
挑戦を繰り返す中で、ハデスの館やダンジョンにいる個性豊かなキャラクターとの会話を通じてストーリーが描かれる。

## 開発
Youtubeに開発ドキュメンタリー動画（Hades: Developing Hell）が公開されている。
Supergiant Gamesは、2017年夏に前作『Pyre』を発売した数週間後から、本作の計画を立て始めた。そこで、本作ではアーリーアクセス制を採用してプレイヤーのフィードバックを取り入れながら開発することにした。ローグライクという周回プレイが前提のジャンルが選ばれたのも、そのような開発体制と相性が良いというのが理由の一つだった。また、同社はスタッフが20人弱の小さな会社だったため、アーリーアクセス中はマルチプラットフォームではなくPCに焦点を絞って対応することにした。
ギリシア神話が題材に選ばれた理由は、スタッフの多くが生涯魅了されてきた題材であることや、ディレクター兼シナリオライターのグレッグ・カサヴィンにとって、ギリシア神話の神々が機能不全家族に通じる現代的で興味深い存在だったこと、「手垢が付いた題材でありながら未開拓な題材でもある」という点でローグライクと共通することなどによる。当初の案では「ハデス」ではなく「ミノス」という題名で、テセウスを操作してクノッソスの迷宮から脱出するという設定だったが、本作のナラティブと相性が悪いと判断されたため最終的に却下された。開発と並行してカサヴィンがギリシア神話を調べる中で、ハデスの息子ザグレウスが本作のナラティブと合致する存在として見出され、テセウスは敵ボスキャラクターの位置に収まった。作中では、ゼウスやディオニュソスはザグレウスの親戚として登場するが、ゼウス父親説やディオニュソス同一神説に関するイベントも用意されている。また、ギリシア神話を題材にするにあたって、キャラクターデザインにおける裸体美の要素や、両性愛・同性愛の要素も取り入れられた。
同社過去作の『Bastion』や『Transistor』が直線的なストーリーだったのと対照的に、本作はダンジョンと拠点の往復を通じて複雑な仕方でストーリーが描かれるため、それに応じて膨大なダイアログが用意された。ダイアログの総数は単語換算で約30万ワードに及ぶ。
音楽は、同社過去作と同じくダレン・コーブが手掛けている。一部楽曲にはオースティン・ウィントリー、黒沢ダイスケ、青木征洋らが携わっている。
声優は、ハデス役やナレーター役を兼役したローガン・カニンガム（Logan Cunningham）がコーブの高校時代の友人であるなど、ほぼスタッフのツテでキャスティングされている。なお、コーブはザグレウス役やスケルトンのスケリー役、カサヴィンはヒュプノス役の声優を兼任している。
開発中、過去作から自社製ゲームエンジンに使ってきたC#・Microsoft XNA FrameworkをCに移行した。
開発が終盤に差し掛かった2020年3月からは、COVID-19の世界的流行によりリモートワークに移行した。2020年6月、ジョージ・フロイド抗議運動が全米で起こる中、サンフランシスコにある社屋が空き巣被害に遭った。

## 販売
本作の発表は、2018年12月のThe Game Awardsで行われた。TGA主催者のジェフ・キーリーによれば、同年2月頃にSupergiant側からその打診があった。
発表後すぐ、同月オープンしたばかりのEpic Gamesストアのローンチタイトルかつ時限独占タイトルとして、アーリーアクセスが始まった。同ストアが選ばれた理由は、Supergiant側が同ストアの「クリエイターサポートプログラム」（ゲームストリーマーやコミュニティを支援するプログラム）の理念に共感したこと等による。
Epic Gamesストアの時限独占が終了した2019年12月、Steamでも販売を開始した。アーリーアクセスが終了した2020年9月、Nintendo Switchのダウンロード版を発売した。2021年3月にはSwitchのパッケージ版、2021年8月にはPS4・PS5・Xbox One・Xbox Series X/Sのダウンロード版とパッケージ版を発売した。Xbox系列はXbox Game Passにも対応している。
アーリーアクセスが終了した時点で、すでに約70万本売れており、さらに終了後わずか数日で30万本売れ、ミリオンセラータイトルとなった。

## 評価
Metacriticでは「世界的絶賛」（"universal acclaim"）の高評価を得た。また、IGN、Eurogamer、USGamer、Polygon、Giant Bomb、デストラクトイド、タイム誌、ワシントン・ポスト、スラントマガジン、エンターテインメント・ウィークリーなど、50を超えるメディアのゲーム・オブ・ザ・イヤーを受賞した。これほどの反響は、カサヴィン自身にとっても予想外だった。
主にストーリー、キャラクター、ゲームプレイ体験、音楽が評価されている。また、SF・ファンタジー作品を扱うネビュラ賞やヒューゴー賞、LGBTQ作品を扱うGLAADメディア賞やGayming Awardsなど、多方面から評価されている。

### 受賞
※太字は大賞部門。
| 開催年 | 賞                                                              | 部門                                              | 結果       | 出典                 |
| ------ | --------------------------------------------------------------- | ------------------------------------------------- | ---------- | -------------------- |
| 2020   | ゴールデンジョイスティックアワード                              | Ultimate Game of the Year                         | ノミネート | [ 62 ]               |
| 2020   | ゴールデンジョイスティックアワード                              | PC Game of the Year                               | ノミネート | [ 62 ]               |
| 2020   | ゴールデンジョイスティックアワード                              | Best Storytelling                                 | ノミネート | [ 62 ]               |
| 2020   | ゴールデンジョイスティックアワード                              | Best Visual Design                                | ノミネート | [ 62 ]               |
| 2020   | ゴールデンジョイスティックアワード                              | Best Indie Game                                   | 受賞       | [ 62 ]               |
| 2020   | ゴールデンジョイスティックアワード                              | Critic's Choice                                   | 受賞       | [ 62 ]               |
| 2020   | The Game Awards 2020                                            | Game of the Year                                  | ノミネート | [ 63 ]               |
| 2020   | The Game Awards 2020                                            | Best Game Direction                               | ノミネート | [ 63 ]               |
| 2020   | The Game Awards 2020                                            | Best Narrative                                    | ノミネート | [ 63 ]               |
| 2020   | The Game Awards 2020                                            | Best Art Direction                                | ノミネート | [ 63 ]               |
| 2020   | The Game Awards 2020                                            | Best Score and Music                              | ノミネート | [ 63 ]               |
| 2020   | The Game Awards 2020                                            | Best Performance                                  | ノミネート | [ 63 ]               |
| 2020   | The Game Awards 2020                                            | Best Indie                                        | 受賞       | [ 63 ]               |
| 2020   | The Game Awards 2020                                            | Best Action                                       | 受賞       | [ 63 ]               |
| 2020   | The Game Awards 2020                                            | Player's Voice                                    | ノミネート | [ 63 ]               |
| 2021   | 第10回 New York Game Awards                                     | Game of the Year                                  | 受賞       | [ 64 ]               |
| 2021   | 第10回 New York Game Awards                                     | Best Writing                                      | 受賞       | [ 64 ]               |
| 2021   | 第10回 New York Game Awards                                     | Best Acting (Logan Cunningham)                    | 受賞       | [ 64 ]               |
| 2021   | 第10回 New York Game Awards                                     | Best Indie Game                                   | 受賞       | [ 64 ]               |
| 2021   | 第10回 New York Game Awards                                     | Best Music                                        | 受賞       | [ 64 ]               |
| 2021   | 第17回英国アカデミー賞ゲーム部門（BAFTAゲーム賞）               | ベストゲーム                                      | 受賞       | [ 65 ] [ 66 ]        |
| 2021   | 第17回英国アカデミー賞ゲーム部門（BAFTAゲーム賞）               | Artistic Achievement                              | 受賞       | [ 65 ] [ 66 ]        |
| 2021   | 第17回英国アカデミー賞ゲーム部門（BAFTAゲーム賞）               | Audio Achievement                                 | ノミネート | [ 65 ] [ 66 ]        |
| 2021   | 第17回英国アカデミー賞ゲーム部門（BAFTAゲーム賞）               | Game Design                                       | 受賞       | [ 65 ] [ 66 ]        |
| 2021   | 第17回英国アカデミー賞ゲーム部門（BAFTAゲーム賞）               | Music                                             | ノミネート | [ 65 ] [ 66 ]        |
| 2021   | 第17回英国アカデミー賞ゲーム部門（BAFTAゲーム賞）               | Narrative                                         | 受賞       | [ 65 ] [ 66 ]        |
| 2021   | 第17回英国アカデミー賞ゲーム部門（BAFTAゲーム賞）               | Original Property                                 | ノミネート | [ 65 ] [ 66 ]        |
| 2021   | 第17回英国アカデミー賞ゲーム部門（BAFTAゲーム賞）               | Performer in a Supporting Role (Logan Cunningham) | 受賞       | [ 65 ] [ 66 ]        |
| 2021   | GLAADメディア賞                                                 | Outstanding Video Game                            | ノミネート | [ 60 ]               |
| 2021   | Gayming Awards                                                  | Game of the Year                                  | 受賞       | [ 61 ]               |
| 2021   | Gayming Awards                                                  | Gayming Magazine Readers’ Award                   | 受賞       | [ 61 ]               |
| 2021   | 第24回D.I.C.E. Awards                                           | Game of the Year                                  | 受賞       | [ 67 ] [ 68 ]        |
| 2021   | 第24回D.I.C.E. Awards                                           | Outstanding Achievement in Art Direction          | ノミネート | [ 67 ] [ 68 ]        |
| 2021   | 第24回D.I.C.E. Awards                                           | Outstanding Achievement in Character (Zagreus)    | ノミネート | [ 67 ] [ 68 ]        |
| 2021   | 第24回D.I.C.E. Awards                                           | Outstanding Achievement in Story                  | ノミネート | [ 67 ] [ 68 ]        |
| 2021   | 第24回D.I.C.E. Awards                                           | Action Game of the Year                           | 受賞       | [ 67 ] [ 68 ]        |
| 2021   | 第24回D.I.C.E. Awards                                           | Outstanding Achievement for an Independent Game   | 受賞       | [ 67 ] [ 68 ]        |
| 2021   | 第24回D.I.C.E. Awards                                           | Outstanding Achievement in Game Design            | 受賞       | [ 67 ] [ 68 ]        |
| 2021   | 第24回D.I.C.E. Awards                                           | Outstanding Achievement in Game Direction         | 受賞       | [ 67 ] [ 68 ]        |
| 2021   | ネビュラ賞                                                      | ゲームライティング部門                            | 受賞       | [ 69 ] [ 70 ]        |
| 2021   | ヒューゴー賞                                                    | Best Video Game (2021年特別創設)                  | 受賞       | [ 59 ] [ 71 ] [ 72 ] |
| 2021   | 第21回ゲーム・デベロッパーズ・チョイス・アワード（GDCアワード） | Game of the Year                                  | 受賞       | [ 73 ]               |
| 2021   | 第21回ゲーム・デベロッパーズ・チョイス・アワード（GDCアワード） | Best Audio                                        | 受賞       | [ 73 ]               |
| 2021   | 第21回ゲーム・デベロッパーズ・チョイス・アワード（GDCアワード） | Best Design                                       | 受賞       | [ 73 ]               |
| 2021   | 第21回ゲーム・デベロッパーズ・チョイス・アワード（GDCアワード） | Innovation Award                                  | ノミネート | [ 73 ]               |
| 2021   | 第21回ゲーム・デベロッパーズ・チョイス・アワード（GDCアワード） | Best Narrative                                    | ノミネート | [ 73 ]               |
| 2021   | 第21回ゲーム・デベロッパーズ・チョイス・アワード（GDCアワード） | Best Visual Art                                   | ノミネート | [ 73 ]               |
| 2021   | 第1回 Global Industry Game Awards                               | Miscellaneous - Best Representation               | 受賞       | [ 74 ]               |
| 2021   | 第1回 Global Industry Game Awards                               | Art - Best 2D Animation                           | 受賞       | [ 74 ]               |
| 2021   | 第1回 Global Industry Game Awards                               | Art - Best 2D Character Design                    | 受賞       | [ 74 ]               |
| 2021   | 第1回 Global Industry Game Awards                               | Art - Best 2D Environment Art                     | ノミネート | [ 74 ]               |
| 2021   | 第1回 Global Industry Game Awards                               | Art - Best UI Art                                 | 受賞       | [ 74 ]               |
| 2021   | 第1回 Global Industry Game Awards                               | Audio - Best Voice Acting                         | 受賞       | [ 74 ]               |
| 2021   | 第1回 Global Industry Game Awards                               | Design - Best Systems Design                      | 受賞       | [ 74 ]               |
| 2021   | 第1回 Global Industry Game Awards                               | Design - Best UI/UX                               | 受賞       | [ 74 ]               |
| 2021   | 第1回 Global Industry Game Awards                               | Writing/Narrative - Best Dialogue                 | 受賞       | [ 74 ]               |
| 2021   | 第1回 Global Industry Game Awards                               | Writing/Narrative - Best Narrative Design         | 受賞       | [ 74 ]               |

## HADES II
2022年12月のTGAで、続編『Hades II』が発表され、最初のトレイラーが公開された。2023年9月、アーリーアクセス開始時期について、当初予定していた2023年内から、2024年第二四半期に延期すると発表された。
2024年5月、アーリーアクセスを開始した。
主人公は冥界の王女メリノエ、敵はクロノス。魔術の誕生、前作未登場の神々といった要素が盛り込まれる。